# VIX (finance)
Pour les articles homonymes, voir vix.

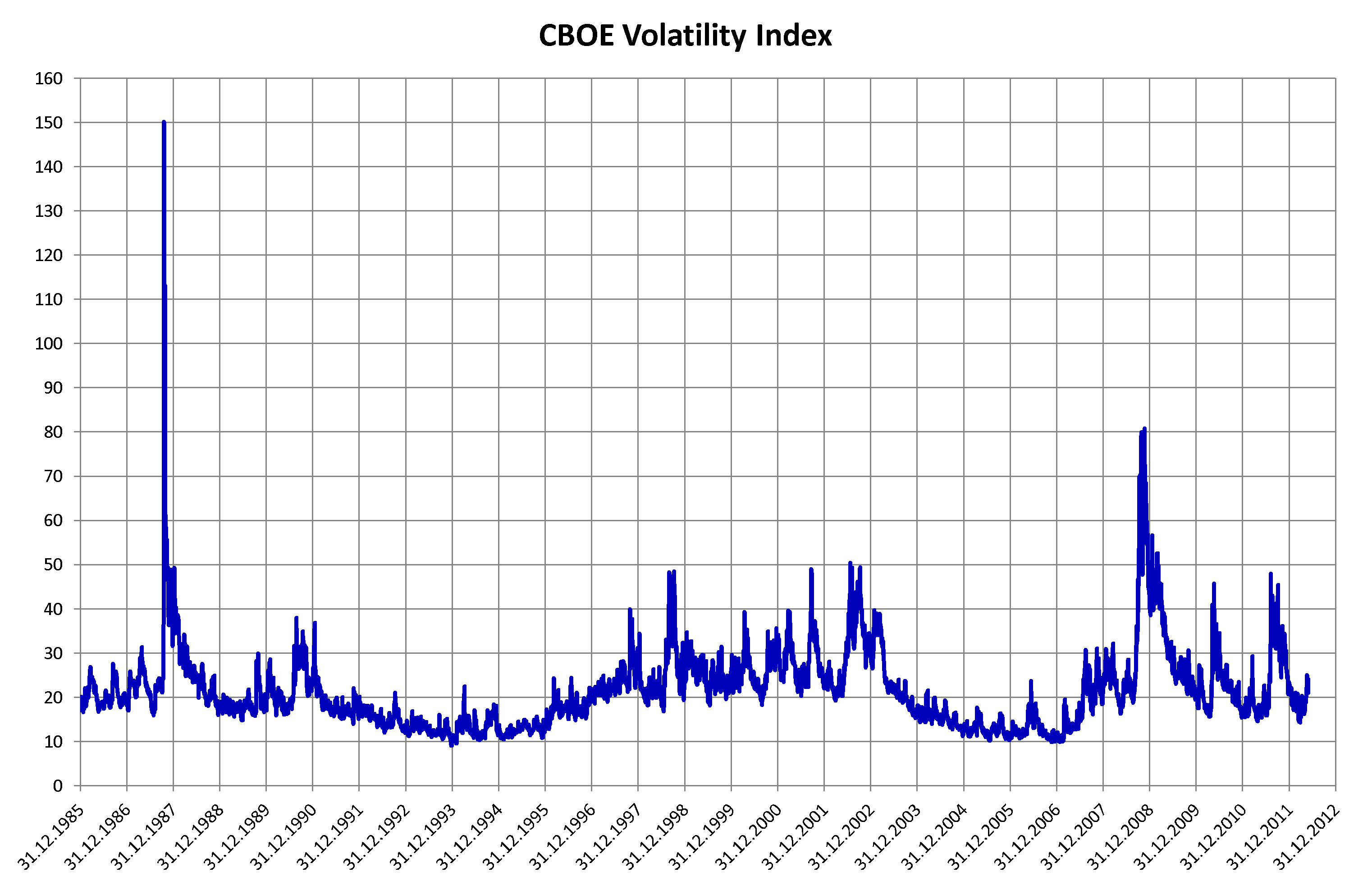
Évolution historique du VIX de 1985 à 2012.

Le VIX est un indicateur de volatilité (Volatility Index, abrégé en VIX) du marché financier américain. Il est établi quotidiennement par le Chicago Board Options Exchange (CBOE). Cet indice est calculé en faisant la moyenne des volatilités annuelles sur les options d'achat (call) et les options de vente (put) sur l'indice Standard & Poor's 500 (S&P 500).
Cet indice permet de mesurer le niveau de peur - c'est pourquoi il est souvent appelé « indice de la peur » - des investisseurs qui est implicitement contenu dans les prix des options. Les options permettent de valoriser le fait d'avoir un choix, or plus l'incertitude est grande plus le choix vaut cher.

## Historique
De 1986 à 2025, l'indice a dépassé 40 à seulement 10 reprises. Il a alors atteint les valeurs suivantes :
- 150 en octobre 1987 (Krach d'octobre 1987)
- 60 en octobre 1998 (Crise financière russe de 1998) ;
- 58 en septembre 2001 (attentats du 11 septembre 2001) ;
- 58 entre juillet et novembre 2002 (scandale Enron et autres scandales financiers) ;
- 59 en octobre 2008 (Crise des subprimes) ;
- 50 le 6 février 2018[1] ;
- 82 le 16 mars 2020 (COVID-19).
- 41 le 29 octobre 2020 (deuxième vague du COVID-19).
- 65 le 5 août 2024 (Carry Trade)[réf. nécessaire]
- 52 le 9 avril 2025

## Manipulations
En février 2018, un lanceur d'alerte a contacté la SEC et la CFTC pour les alerter d'une manipulation de l'indice VIX.
Le 19 avril 2018, plusieurs organes médiatiques spécialisés suggèrent une crainte de manipulation du VIX dans un but spéculatif,,.

## Volatilité de la volatilité
En Octobre 2011, le CBOE a introduit l'indice VVIX (également appelé « volatilité de volatilité »), une mesure de la volatilité attendue du VIX. Le VVIX est calculé de la même manière que le VIX, mais en prenant des options sur le VIX au lieu des options sur le S&P 500. La moyenne du VVIX est de 92 (soit environ 5 en équivalent journalier), avec un écart-type de 14.